# Blumenau (Schwalmstadt)
Koordinaten: 50° 56′ 41″ N, 9° 12′ 6″ O
Blumenau ist eine Hofwüstung in der heutigen Gemarkung von Dittershausen, einem Stadtteil von Schwalmstadt im nordhessischen Schwalm-Eder-Kreis. Der Hof lag wahrscheinlich am rechten Ufer der Schwalm zwischen dem Fluss und der heutigen Eisenbahnstrecke auf 207 m Höhe. Der Flurname Blumenau und die Blumenauer Straße in Allendorf an der Landsburg erinnern noch daran. 
Der Ort wurde im Jahre 1300 in einer Urkunde der Grafschaft Ziegenhain als Blumenowe erstmals schriftlich erwähnt, als die Witwe Berta des Ritters Konrad Krug ihre Güter in Dittershausen und Blumenowe unter ihren Söhnen Rudolf und Ortwin aufteilte. Spätestens 1367 erwarb Graf Gottfried VII. von Ziegenhain das sogenannte Krügersgut zu Dittershausen und Blumenouwe. Dieser herrschaftliche Hof wurde noch um 1580 erwähnt, war aber bereits 1579 ohne Gebäude. Die zum Gutshof gehörige Feldflur ging in den Gemarkungen von Dittershausen und Allendorf auf.